# Мемориал жертвам национал-социализма народов синти и рома
«Мемориал жертвам национал-социализма народов синти и рома» (нем. Denkmal für die im Nationalsozialismus ermordeten Sinti und Roma Europas) — памятник в Берлине, посвященный 200 000—500 000 жертвам геноцида цыган в Европе. Автор проекта — Дани Караван.

## Дизайн мемориала
Памятник расположен на Симонсвеге в Тиргартене.
Он представляет собой темный — «бесконечно глубокий» — бассейн с треугольным камнем в центре: такой формы были значки, которые были обязаны носить узники концлагерей. На камень ежедневно возлагают цветы, которые по задумке автора должны стать «одновременно символом жизни, грусти и памяти». Специально для мемориала Ромео Франц написал музыку, которая играет здесь целый день. А по краю бассейна выгравированы строки из стихотворения «Освенцим» цыганского поэта Сантино Спинелли. Вокруг, на каменных плитках — названия концлагерей.

## История
Создание мемориала, посвященного жертвам геноцида цыган нацистами, — результат требований Представительства Синти и Рома в Германии и Немецкого Синти Альянса. Уже после того, как в 1992 году правительство одобрило проект, начались споры по поводу местоположения и дизайна памятника. Изначально мемориал предполагалось установить в районе Марцан — именно там находились трущобы, где жили цыгане с 1936 года. Однако к 2001 было решено установить его в Тиргартене, близко к мемориалу жертвам Холокоста. Был открыт Ангелой Меркель 24 октября 2012 года.